# Mousson
Pour les articles homonymes, voir Mousson (homonymie).

Carte des climats mondiaux.
Le régime de mousson est en cyan.

La mousson est un mot qui provient (par le portugais) de l'arabe mawsim et qui signifie saison, désignant notamment la saison favorable à la navigation vers l'Inde dans l'océan Indien. C'est un flux de masses d'air, originaires d'un hémisphère géographique et qui s'intègre dans la circulation du second hémisphère. Au sens strict, mousson ne s'applique qu'au climat indien, mais le concept s'est élargi.
Dans ce climat, il existe une alternance entre saisons sèches et humides, et de vents périodiques qui participent à la mousson. Ces vents connaissent des inversions de direction saisonnières le long des rivages de l'océan Indien, particulièrement dans la mer d'Arabie et le golfe du Bengale. Les vents soufflent du sud-ouest pendant six mois et du nord-est pendant l'autre semestre, entraînant des cycles climatiques très marqués entre saisons sèche et humide.  
Mousson désigne également la saison durant laquelle ces vents soufflent dans le sud-ouest de l'Inde et les régions adjacentes et qui est caractérisée par des précipitations très fortes, et aussi les précipitations qui sont associées à ce vent. Certaines zones d'Asie, du nord australien, d’Afrique orientale et occidentale, ainsi que d'Amazonie ont des climats assez similaires et les périodes humides sont alors également qualifiées par extension de moussons.

## Causes et conséquences

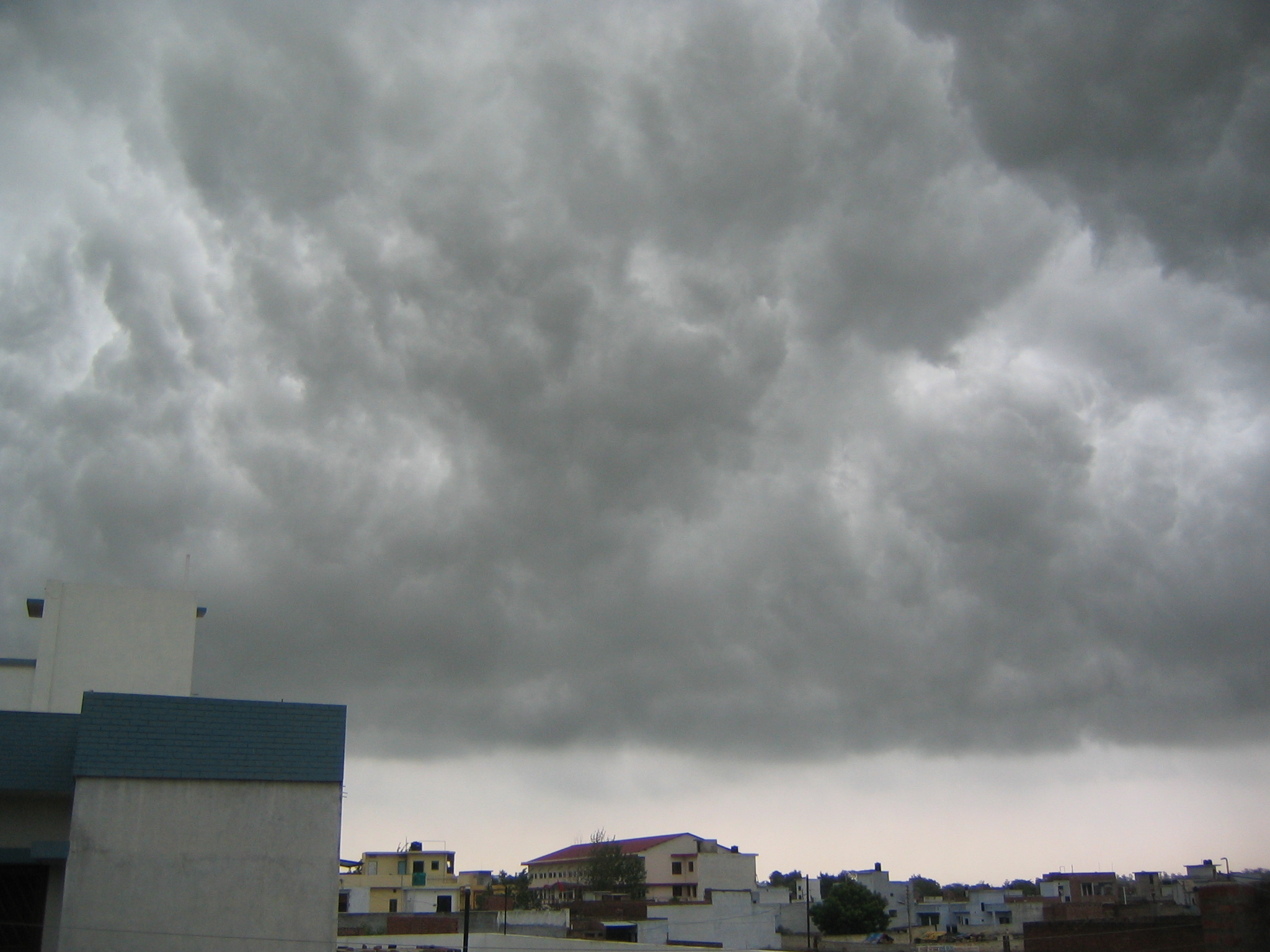
Nuages de mousson au-dessus de Lucknow (Inde).

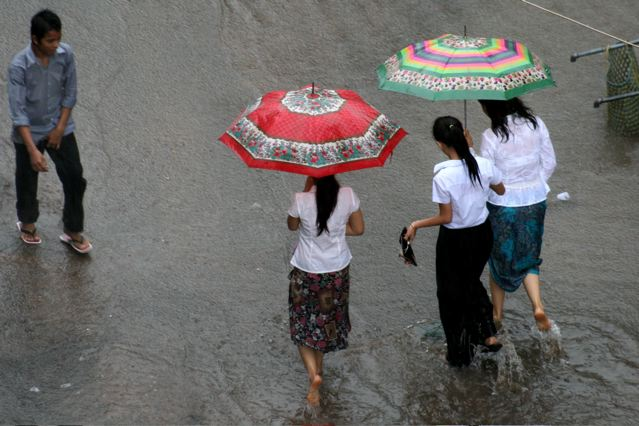
Mousson à Phnom Penh en juillet 2007.

Les moussons sont causées par le fait que la terre s'échauffe et se rafraîchit plus vite que la mer. Au printemps, les températures terrestres s'élèvent progressivement et la terre atteint une température plus élevée que la mer. L'air chaud de la terre tend à s'élever, créant une zone de basse pression locale au niveau du sol. Cela crée un appel d'air et un vent extrêmement constant souffle alors de la mer vers la terre car sous les tropiques la circulation d'air subit peu de perturbations, contrairement aux latitudes plus élevées. Cette circulation peut durer des semaines ou même des mois, le temps que la température de surface de la mer devienne aussi chaude que la température maximale quotidienne des terres et que la boucle thermique ne puisse plus se former.
C'est le déplacement de la zone de convergence intertropicale (ZCIT) par rapport à l'équateur géographique qui dévie les vents vers des régions montagneuses. Suivant le parcours de la masse d'air au-dessus d'une surface maritime ou continentale, le mouvement vertical dans cette zone peut créer des conditions favorables à de fortes précipitations orageuses, d’où l’alternance entre saisons sèches et humides ; là-dessus les pluies sont rehaussées par l'air humide et chaud de la mer, qui remonte la pente des montagnes et condense par refroidissement des parcelles d’air. Les pluies peuvent également en partie provenir de complexes convectifs de méso-échelle imbriqués dans la masse nuageuse.
En hiver, la terre se rafraîchit plus vite, et la mer garde la chaleur plus longtemps. L'air chaud au-dessus de la mer s'élève, créant une zone de basse pression et du même coup un vent de la terre vers la mer. La différence de température entre la mer et la terre étant moindre qu'en été, le vent de la mousson d'hiver n'est pas aussi constant que celui de la mousson d'été.

## Mousson en Inde

### Mousson d'été

Dates du début de la mousson estivale en Inde (couleurs). Vents dominants (flèches) durant les moussons estivales et hivernales.

Dans le désert du Thar et les régions avoisinantes du nord du sous-continent indien, la température diurne en été est très élevée et l'air de surface s'élève en altitude, causant une dépression locale. Ceci est la source de la circulation qui s'établit avec les rives de l'océan Indien. L'air chaud et humide provenant de la mer arrive autant du côté est que de l'ouest et converge vers l'Himalaya. Cette chaîne de montagnes force l'air à se soulever, ce qui le refroidit suivant une détente adiabatique et l'humidité condense sous forme de nuages et de pluie. Le flux constant d'air humide donne des précipitations abondantes et on peut noter jusqu'à 10 000 mm de pluie annuellement en certains endroits.
Cette mousson, qui arrive de direction générale du sud-ouest, se divise en deux sections à cause de la topographie indienne. On a donc la mousson du sud-ouest de la mer d'Arabie et celle du golfe du Bengale. L'air arrive d'abord dans la région des Ghâts occidentaux sur la côte de l'État de Kerala dans le sud-ouest de l’Inde. La circulation se divise alors en deux : la première branche progresse vers le nord, le long de la pente Ouest de ces montagnes alors que la seconde passe du côté Est du plateau du Deccan et subit un effet de fœhn, ce qui l’assèche et ne donne que des précipitations faibles et de répartition variable sur la péninsule du Deccan.

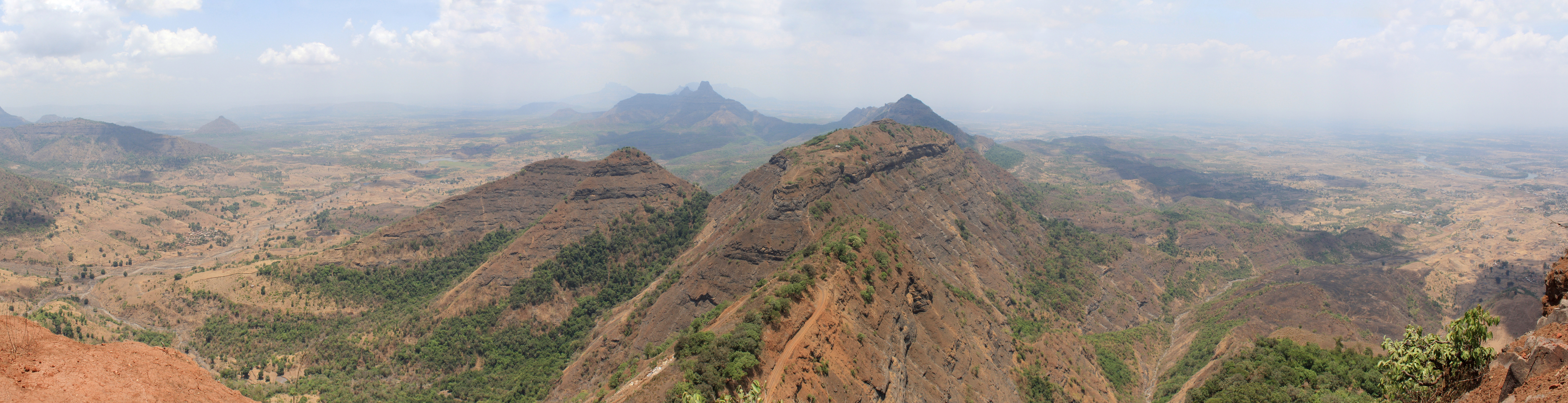
Les Ghâts occidentaux avant la mousson (28 mai)

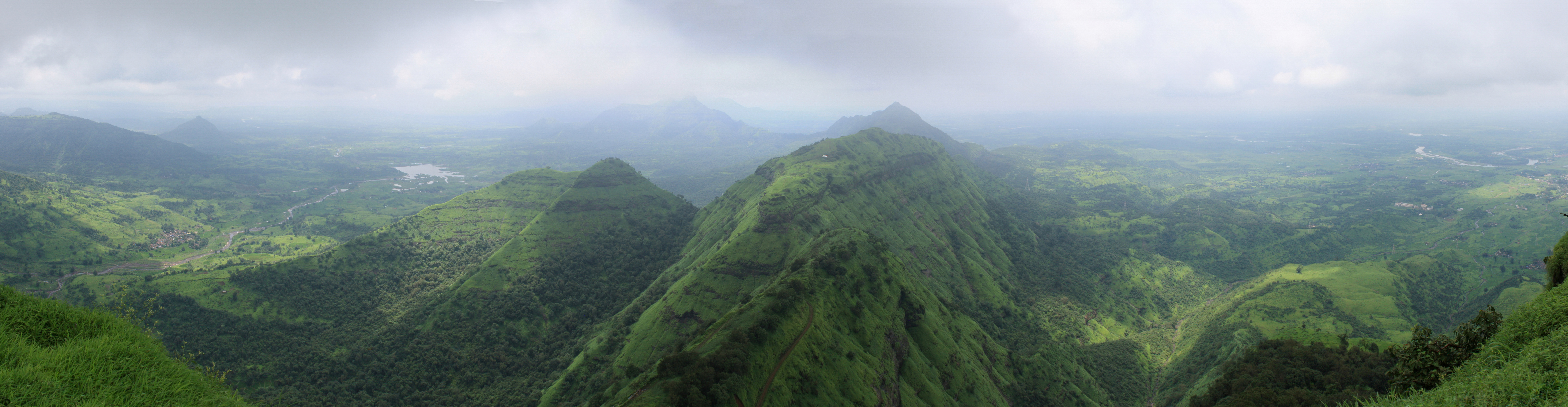
Les Ghâts occidentaux pendant la mousson (28 août)

Le vent de mousson de cette seconde branche passe ensuite sur le golfe du Bengale où il s’humidifie par évaporation de la surface de la mer. Il se dirige ensuite vers l'embouchure du Gange et remonte la pente de l'Himalaya à l’ouest des montagnes de Birmanie. Cette branche de la mousson arrose le nord-est de l'Inde, l'État du Bengale occidental, le Bangladesh et la Birmanie.
Le soulèvement est accentué dans cette région par la forme en entonnoir du delta du Gange et la pente abrupte des montagnes. Le vent de mousson, bloqué par les montagnes, doit tourner ensuite vers l'ouest dans la plaine indo-gangétique et arrose abondamment celle-ci. Cherrapunji de l'État de Meghalaya, situé sur la pente sud de l'Himalaya, est l'un des endroits les plus arrosés sur Terre. L’humidité contenue dans la mousson se déverse graduellement le long de son trajet et le nord-ouest de l’Inde n’en reçoit presque pas, demeurant aride.
Ce processus d'entretien des pluies de la mousson d'été ne s'établit que progressivement sur le sous-continent indien, de sorte que les dates de sa mise en place peuvent varier de mars à juin suivant les régions, et celles de son arrêt de septembre à novembre. Il arrive d'ailleurs qu'il s'affaiblisse certaines années, ou bien qu'il s'interrompe pendant des durées variables.

### Mousson d'hiver
À partir de septembre, les températures diurnes diminuent dans le nord du sous-continent, avec le raccourcissement des jours, et la température nocturne de ces régions désertiques plonge la nuit. Un très vaste anticyclone thermique appelé l'anticyclone de Sibérie, se forme également dans la région du lac Baïkal. Les zones de subsidence qui le recouvrent sont alimentées en altitude par les vents venus des zones d'ascendance qu'entretient alors la ZCIT dans les régions humides de l'hémisphère sud, principalement au-dessus de l'Indonésie, du nord-est de l'Australie et des côtes orientales de l'Afrique.
Dans ces conditions, des alizés prennent naissance au sud de l'anticyclone de Sibérie vers le sud-est pour se diriger vers la ZCIT qui se trouve au sud de l'équateur. Du fait que l'océan Indien se refroidit beaucoup plus lentement que le continent qui le borde, ces alizés vont se mêler aux advections d'air polaire qui contournent l'anticyclone de Sibérie et former avec elles des courants du nord-est qui souffleront de la terre vers la mer. Avant d'atteindre l'Inde, l'air doit franchir l'Himalaya et donc subir un fort effet de fœhn, qui l'assèche encore davantage tout en le réchauffant considérablement. La circulation s'établit ainsi vers le large dans les mêmes corridors que la mousson estivale avait utilisée durant l'été dans les vallées du Gange et de l'Indus, donnant la mousson du nord-est ou « mousson sèche ».
Ce vent dégage le ciel sur le nord du continent mais une fois qu'il passe sur l'océan Indien, il accumule de l'humidité par évaporation de la surface du Golfe du Bengale. Cette mousson hivernale va alors passer sur les îles et le sud-est de l'Inde et former des nuages en remontant les pentes de ces régions. Ces pluies sont moins abondantes que pour la mousson estivale mais des villes comme Chennai et des États comme le Tamil Nadu en bénéficient. Ce dernier endroit reçoit de 50 % à 60 % de sa pluviosité annuelle durant cette mousson.

### Impacts de la mousson dans la culture et l'économie indienne

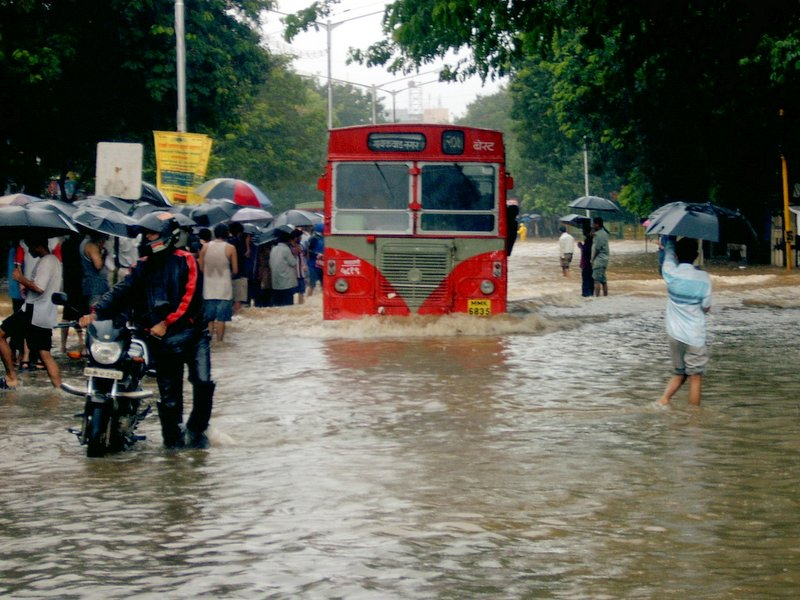
Une mousson particulièrement violente à Bombay en août 2005.

La mousson estivale donne quatre-vingts pour cent du total de précipitations dans les secteurs affectés. Le retour de la mousson rythme un temps inégal puisque, d'une année à l'autre, les pluies ont une durée et une intensité différente. La mousson est à la fois bienfaisante puisqu'elle irrigue les terres et malfaisante lorsqu'elle noie les villages. Elle est irrégulière comme l'avenir est imprévisible. La mousson estivale donne la culture kharif, une agriculture pluviale, et la mousson d'hiver, la culture rabi, une agriculture soutenue par l'irrigation.
L'agriculture en Inde, qui représente 25 % du produit national brut et 70 % des emplois, dépend donc de la mousson. Des cultures comme le coton, le riz, les huiles alimentaires ont de fortes demandes en eau. Une faible mousson, ou une arrivée tardive de celle-ci, ou des interruptions prolongées prennent un tour dramatique pour des centaines de millions d'Indiens et de Bengali dont la vie économique est intégralement dépendante de l'apport de ces pluies de mousson. Durant les années 1990, des sécheresses causées par un changement du schéma classique de la mousson ont causé des dégâts humanitaires et financiers importants. En 2018, les pluies de mousson (essentielles à la récolte et à l’approvisionnement en eau du pays) furent en Inde inférieures à la moyenne pour la 13e fois en 18 ans, impliquant aussi des effets importants. La mousson a, et aura toujours, ainsi eu une importance majeure dans l'Histoire de l'agriculture dans le sous-continent indien.

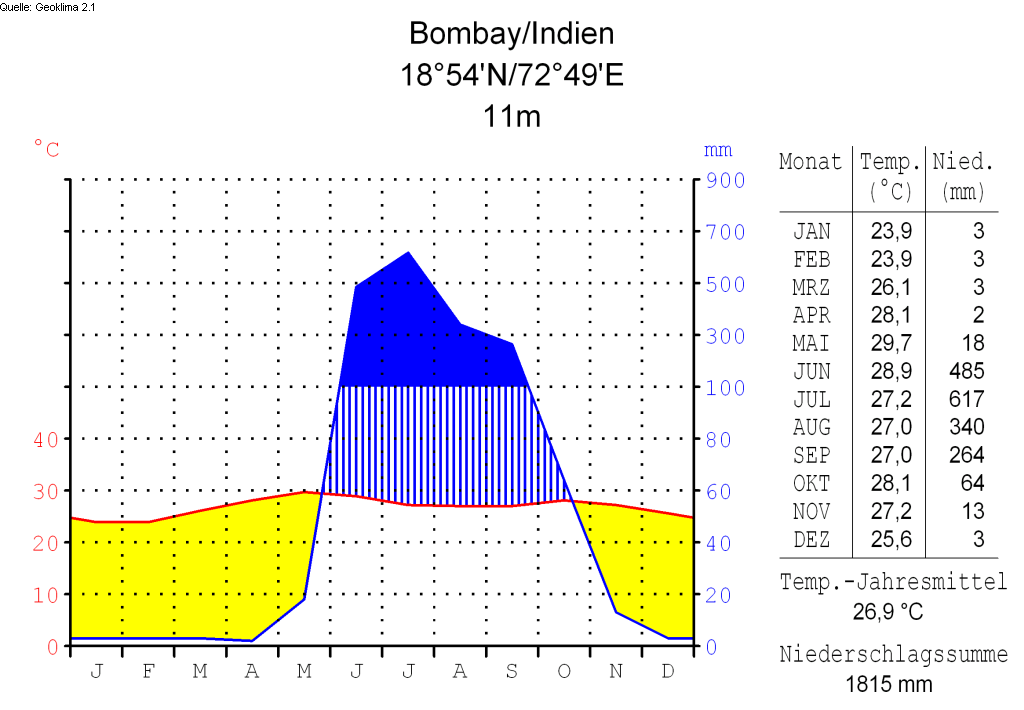
Diagramme climatique de Bombay en Inde avec la pluie (ligne bleue) et la température (ligne rouge)

Par ses prières, un peuple de cultivateurs demande une bonne mousson sans laquelle le pays sombre dans la famine. Le pèlerinage est alors l'occasion d'obtenir un monde doublement meilleur, plus riche et juste. Car, soumis toute l'année à la hiérarchie des castes, les pèlerins vont, le temps de leurs dévotions, vivre dans un monde égalitaire où tous les croyants se valent aux yeux des dieux.
La mousson est également appréciée des citadins car elle rafraîchit l'atmosphère. En effet, le ciel couvert de nuages laisse moins passer le rayonnement solaire et garde une température légèrement plus basse que durant la période précédant la mousson. Cependant, le taux d'humidité augmente dramatiquement et la pluie inonde les rues. Les pluies vont ainsi abîmer un grand nombre d'édifices, en particulier dans les rues en pente, et parfois les emporter. On compte chaque année des morts par noyade et par les maladies transmises par les insectes qui pullulent dans ces conditions. Certaines années, comme en 2005, on a recensé des milliers de morts à cause des inondations. Avec les changements climatiques, certaines régions très arides comme le désert du Thar ont connu des inondations lorsque la saison de la mousson s'est prolongée.

## Élargissement du concept
Depuis que le système des moussons est mieux compris, sa définition a été élargie pour inclure presque tous les phénomènes liés au cycle annuel du climat dans les régions tropicales et subtropicales de l'Asie, de l'Australie, de l'Afrique et dans les mers et les océans régionaux. Toutes ces régions connaissent les cycles climatiques les plus vigoureux et les plus spectaculaires de notre planète et c'est surtout la mousson estivale qui domine ces régions. La mousson du sud de la Chine et du sud-est asiatique s'inscrit dans le même cycle que celle de l'Inde. Elle se produit un peu différemment dans les autres régions et on ne peut en général parler de mousson d'hiver sauf pour l'Inde. Enfin, les phénomènes de mousson restent marginaux en Amérique tropicale et subtropicale mais le terme est utilisé assez fréquemment par le National Weather Service pour désigner la saison pluvieuse dans les déserts de l'Ouest américain.

### Mousson africaine
Le cas le plus marquant en la matière est celui de l'Afrique subsaharienne. Dans le sud-ouest de cette région d'Afrique, il existe une mousson qui est reliée au déplacement semi-annuel de la zone de convergence intertropicale (ZCIT) et à la différence de réchauffement entre le Sahara et la côte atlantique équatoriale dans le golfe de Guinée. Les alizés secs du nord-est et particulièrement l'harmattan, leur forme plus intense, sont coupés par le mouvement de la ZCIT en été vers le nord où les vents sont légers. La ceinture pluvieuse des côtes africaines s'élargit, sans toutefois s'enfoncer profondément à l'intérieur du continent, à la différence de ce qui se produit en Inde ou en Chine. 
La mousson ouest-africaine diffère donc en beaucoup d’aspects de la mousson asiatique. Elle reste un sujet d'étude car elle varie jusqu'à 40 % d'une année à l'autre, alors que la mousson indienne fluctue d'à peine 10 %. Les régions semi-arides du Sahel et du Soudan voient ainsi une période de pluies très aléatoires dans une circulation du sud dont dépend la survie de la population. Le phénomène est très symétrique d'ouest en est à grande échelle, alors qu’au-dessus de l’Inde le flux est plus complexe. Une autre différence importante, parmi beaucoup d’autres, réside dans le fait que la mousson indienne semble plus constante en termes de précipitations que la mousson africaine. L’Inde n’a jamais connu plus de deux années consécutives de sécheresse au cours du XXe siècle alors que la région sahélienne a souffert de sécheresse au début des années 1970 et depuis le début des années 1990. 
Les zones de forte pluie (forêt tropicale et de cultures pluviales), le Sahel (steppes), le Sahara (désert) sont bien délimités à mésoéchelle en bandes de latitude, correspondant aux latitudes des cellules de Hadley et de Ferrel. La fluctuation naturelle des régimes de mousson, à l’échelle interannuelle ou à des échelles pseudopériodiques plus grandes, causent des fluctuations de ces zones qui ont un effet dramatique sur le plan humain, mais qui ne justifient pas la notion de l’« avancée du désert ». Ces fluctuations ne doivent pas masquer deux autres phénomènes clé : l’intensité anticyclonique de la cellule de Hadley et l’importance du relief. Le Sahara parvient jusqu’à la méditerranée à l’est et jusqu’à l’Atlantique à l’ouest, ce qui n’est pas le cas au Maghreb où les masses montagneuses de l’Atlas interceptent une partie de la pluviosité méditerranéenne, très variable et sujette à plusieurs influences dont la principale est l’Oscillation nord-atlantique (NAO).

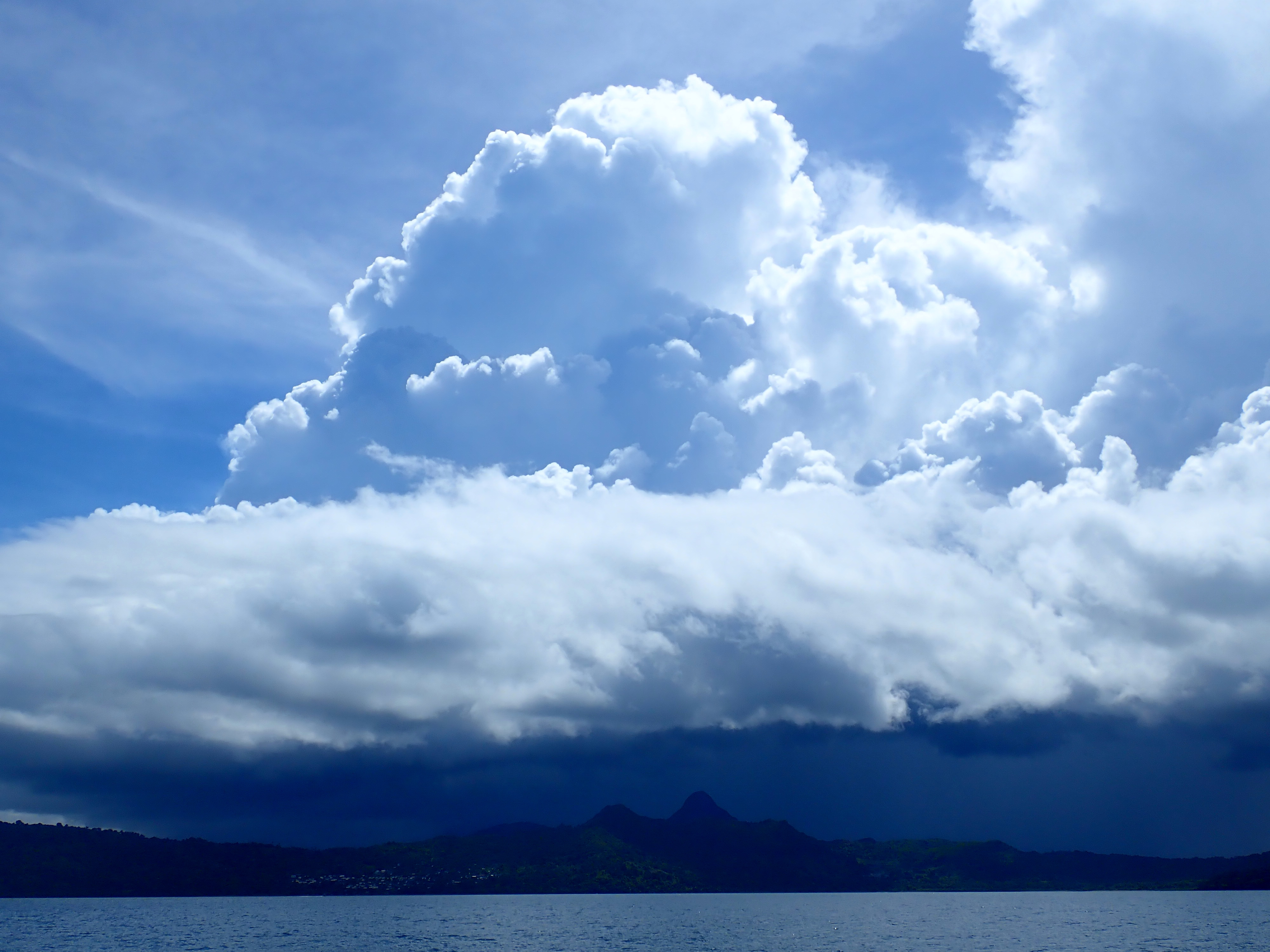
Cumulonimbus associé à la « mousson » de Mayotte (28 février 2018).

Par extension, un phénomène de mousson se produit à Mayotte durant l'été austral qui correspond à la saison des pluies. Le vent du nord apporte de l'air chaud et humide de l'équateur. La saison des pluies dure de décembre à avril. La photo ci-contre montre un orage isolé qui se produisit le 28 février 2018. La base du cumulonimbus calvus était très sombre et à l'avant on perçoit une ligne de flanc et un arcus tout déchiqueté.

### Mousson d'Asie du Sud et d'Océanie
En Asie du Sud, la mousson se produit de décembre à mars avec des vents qui proviennent du nord-est. En hiver la température sur le centre de l'Asie est inférieure à 25 °C, créant un anticyclone sur la région. Le courant-jet dans cette région se divise en une branche subtropicale et une branche polaire. La première souffle le plus souvent du nord-est, apportant de l'air sec sur l'Inde et le sud de l'Asie. Au même moment, un système dépressionnaire se développe sur le sud-est asiatique et l'Australasie dont les vents sont dirigés vers l'Australie, formant un creux barométrique où converge l'humidité.

### Mousson sud-américaine
La plupart du Brésil subit l'influence d'une mousson estivale et Rio de Janeiro est fameuse pour ses inondations durant celle-ci.

### Mousson nord-américaine
En Amérique du Nord, la différence de températures entre les grands déserts du sud-ouest américain et du nord-ouest du Mexique avec le golfe du Mexique sert de moteur à une mousson qui s'étend de la fin juin à la fin juillet. Elle commence le long de la côte et s'étend jusqu'aux déserts durant cette période. Elle affecte au Mexique la Sierra Madre Occidentale (États de Sinaloa, Durango, Sonora et Chihuahua) et aux États-Unis les États de l'Arizona, du Nouveau-Mexique, du Nevada, de l'Utah, du Colorado, du Texas et même de la partie sud-est de la Californie dans les Peninsular et Transverse Ranges et l’ouest de Péninsule de Basse-Californie (États mexicains de la Basse-Californie et Basse-Californie du Sud). Elle atteint rarement la côte du Pacifique.

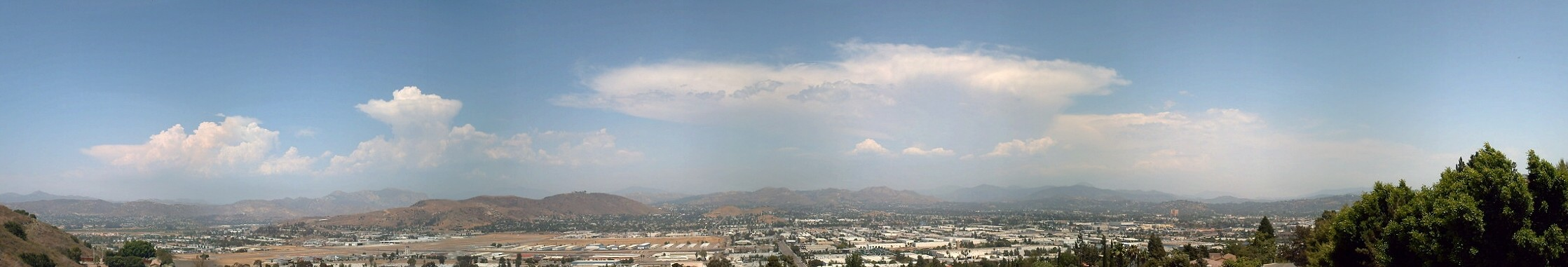
Orages vus depuis El Cajon en Californie. Ils vont rarement plus loin que les montagnes en arrière-plan, les Peninsular Ranges.

Cette mousson est associée à des épisodes orageux brefs mais torrentiels, et non à des pluies continuelles. En effet, elle amène de grandes quantités d'humidité depuis le golfe du Mexique dans de l'air chaud et instable. Cette humidité n'est cependant pas largement répartie et les orages éclatent seulement lorsque des déclencheurs supplémentaires sont présents. En général, les orages se déclenchent et causent des crues subites des ruisseaux à sec de ces régions si la hauteur « d'eau précipitable » dépasse 34 millimètres.
Jusqu'à 70% du total annuel de précipitations dans ces régions tombent durant la mousson. Les plantes sont adaptées à cet apport et ces régions désertiques, le désert de Sonora et le désert de Mojave, sont considérées comme des déserts « humides ». Ces pluies jouent également un rôle dans le contrôle des feux de brousse.